# Цильпебси

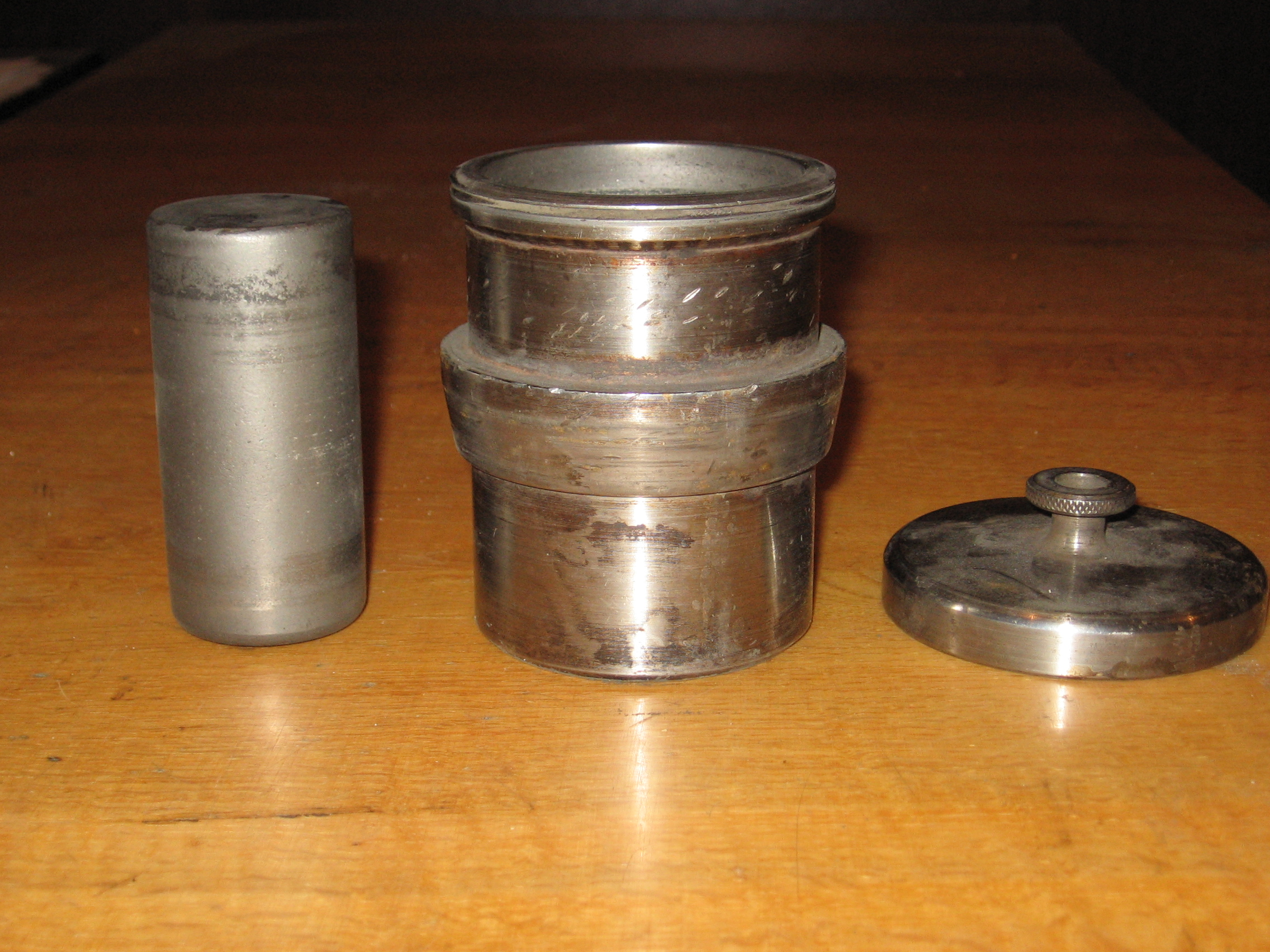
Лабораторний подрібнювач. Елементи подрібнюючої пари стакан-стержень(циліндр)

Подрібнююча пара стакан-стержень

Цильпебси (від англ. cylindrical pebbles — «циліндричні камінці») — подрібнюючі (помельні) тіла у млинах. За формою — циліндри. Використовуються при отриманні тонких і надтонких помелів в хімічній, біохімічній, фармацевтичній, гірничорудній і гірничо-хімічній галузях промисловості. Це основний елемент в процесі подрібнення матеріалів, як в процесі сухого помелу, так і при рідкому і колоїдному подрібненні, гомогенізації, колоїдному подрібненні при виробництві цементу, скла, силікатних виробів, лакофарбової продукції та при одержанні концентрату для виробництва багатьох металів, таких як залізо, мідь, золото, цинк, свинець, нікель, титан, уран. Високоміцні помольні тіла можуть використовуватися в механічному легуванні різних виробів.